# Європейський день пам'яті жертв сталінізму та нацизму

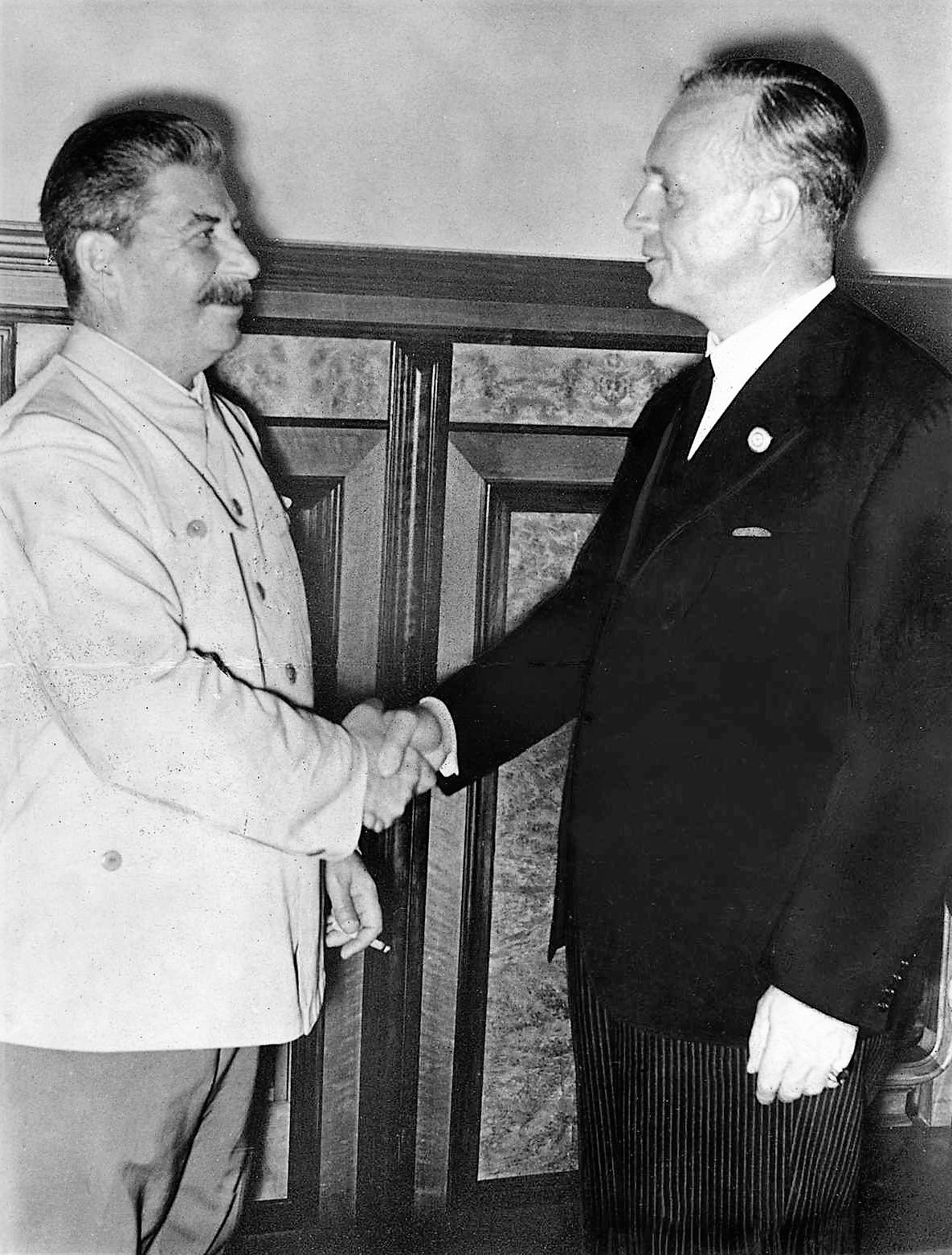
Радянський диктатор Йосип Сталін та Німецький міністр зовнішніх справ Йоахим фон Ріббентроп в Кремлі, в серпні 1939 після підписання пакту Молотова — Ріббентропа.

Європейський день пам'яті жертв сталінізму та нацизму — міжнародний день пам'яті жертв тоталітарних ідеологій сталінізму та націонал-соціалізму. Відзначається у країнах Європейського Союзу щорічно 23 серпня у день підписання пакту Молотова — Ріббентропа в 1939 році, що розділив Європу на дві сфери інтересів за допомогою секретних додаткових протоколів.

## Історія дня
Запропоновано як день пам'яті жертв всіх тоталітарних і авторитарних режимів 2 квітня 2009 року Декларацією Європейського Парламенту «Європейська свідомість і тоталітаризм» «з метою збереження пам'яті про жертв масових депортацій і знищень, укорінення демократії, зміцнення миру та стабільності на … континенті» за ініціативи парламентаріїв країн Балтії. У декларації було зазначено: «Масові депортації, вбивства та закріпачення, вчинені в контексті актів агресії Сталінізмом та Нацизмом попадають в категорію військових злочинів та злочинів проти людства. За міжнародним законом, строки давності не поширені на військові злочини та злочини проти людства.»
18 червня 2009 року Парламент Естонії на позачерговому засіданні впровадив зміни до закону «Про святкові та пам'ятні дати», якими встановив 23 серпня Днем пам'яті жертв сталінізму та комунізму. За ухвалення закону проголосували 73 депутати (з 101), проти — 6.
3 липня 2009 року Комітет з демократії Парламентської асамблеї ОБСЄ прийняв резолюцію «Возз'єднання розділеної Європи», якою пропонувалося встановити 23 серпня Днем пам'яті жертв сталінізму та нацизму. Парламентська Асамблея ОБСЄ 3 липня прийняла Резолюцію «Заохочення прав людини та громадянських свобод у регіоні ОБСЄ в XXI столітті», у якій виразилася 23 серпня названо Загальноєвропейським Днем пам'яті жертв сталінізму та нацизму в ім'я збереження пам'яті жертв масових страт і депортацій. В резолюції ОБСЄ зазначено, що Європа «зазнала два потужних тоталітарних режими, Нацистський та Сталінський, які принесли геноцид, порушення прав та свобод людини, воєнні злочини та злочини проти людства», та закликала членів ОБСЄ зайняти «спільну позицію проти всіх форм тоталітарної влади незалежно від ідеологічної основи» та засудила «героїзацію тоталітарних режимів, включаючи проведення публічних демонстрацій з метою героїзації Нацистського або Сталінського минулого».
17 липня 2009 року Латвійський Сейм на позачерговому засіданні затвердив 23 серпня Днем пам'яті жертв сталінізму та нацизму за пропозицією правої партії «Громадянський союз», представники якої розробили відповідний законопроєкт.